# Trance Dance
Trance Dance var en svensk popgrupp som var aktiv under senare delen av 1980-talet. Gruppen bestod ursprungligen av Ben Marlene (Bernt Malén, tidigare medlem i det finländska bandet French Kiss), Pelle Pop (Per Hökengren; 1962–2023) samt tvillingarna Yvonne och Susanne Holmström. Ben Marlene och tvillingarna Holmström är finlandssvenskar, och kom från Ekenäs.

## Historik
Bernt 'Ben Marlene' Malén och Per 'Pelle Pop' Hökengren bildade bandet runt 1985 efter att de hade hört tyska Modern Talking och tyckt att det skulle gå att göra bättre musik, men den officiella versionen fram till intervjun i Sveriges Radio 2017 var att de två träffats i San Francisco och beslutat att spela tillsammans. Ben Marlene hade när han var ute och tågluffade träffat systrarna Yvonne och Susanne Holmström,och frågade om de också ville vara med i bandet.
Debutsingeln på skivbolaget CBS Come play with me från 1985 blev ingen succé. Bandet fortsatte och tillsammans spelade de in albumet A Ho Ho som släpptes 1986, där singlarna Hoodoo Wanna Voodoo och River Of Love blev radiohits.
Trance Dance hade utökats officiellt med Per Johan Widestrand på synt, Johan Stark på elbas och Sören Johansson på trummor. Alla hade varit med på A Ho Ho och kompat på deras turné, men började nu att synas på bilder, och Trance Dance var därmed ett sjumannaband. 1987 släpptes singeln Don't Say Go som blev en ännu större framgång i Sverige.
1988 kom deras genombrottsalbum Dancing in the Shadows, som sålde över 110 000 exemplar i Sverige, och singeln You're Gonna Get It med 836 000 sålda exemplar. Albumets titellåt var för övrigt "lånad" från Bens tidigare band French Kiss, vars andra album (utgivet 1983) också hette Dancing in the Shadows.
I Sverige belönades Trance Dance med platina för albumet Dancing in the Shadows samt för singlarna Don’t Say Go och You’re Gonna Get It. Sommaren 1988 genomfördes en stor folkparksturné, 65 spelningar på 63 dagar, som t.ex. inför nästan 25.000 i publiken på Liseberg. Trance Dance var det allra första bandet att spela på Globen, vid en invigningskonsert den 19 februari 1989 tillsammans med bl.a. Roxette och Eva Dahlgren. De spelade också på Hultsfredfestivalen samma år.
Två nya singlar släpptes, Push och High Tide of Love 1989, men den planerade inspelningen av albumet Wildlife ställdes in, och Trance Dance var vid denna tidpunkt det sista bandet att arbeta och spela in i Air Studios på ön Montserrat.
Istället släpptes samlingsalbumet Greatest Hits Vol 1. Efter fem år hade det uppstått en spricka i bandet. Ben Marlene ville fortsätta med tonårspop åt det glammiga hållet, medan Sören Johansson ville gå lite tyngre för att växa upp med fansen. Ben Marlene fortsatte med Yvonne och Susanne Holmström, medan de andra medlemmarna fick sparken. Tillsammans spelade de in albumet Twang som släpptes 1990. Skivan misslyckades med att upprepa framgångarna, och gruppen lades ned julen 1990 efter en inställd spelning i Rottne.
Trance Dance sålde sammanlagt mer än 500 000 skivor världen över.
1991 släppte systrarna Holmström två singlar, under namnet TWICE, Last Night och A Night to Remember. 1992 släppte Ben Marlene, under namnet Hipshot, tre singlar, Looks like Heaven, Leavin' Tonite och Watching the World.  Per Johan Widestrand skrev låten Älskade ängel, med Lill-Babs, som låg på Svensktoppen 1994.
Under 2012 samlades några av medlemmarna för att spela in nytt material. Låten "Do U Wanna" spelades in och det skulle komma att bli bandets sista utgivning. I samband med att Trance Dance officiellt meddelade på sin hemsida att gruppen lagts ner, och som ett avsked till fansen gavs singeln "Do U Wanna" ut i digitalt format 2013.
Ben Malén startade punkbandet The Old och släppte 2021 skivan Life After Death. Pelle Hökengren blev grafisk designer, startade bolaget Fem fingrar, och släppte instrumental musik 2022 med albumet Pop is Dead. Hökengren avled den 29 oktober 2023.

## Diskografi

### Singlar
- Come Play With Me (7"/12", 1985)
- Don't Walk Away (7"/12", 1986)
- Do The Dance (7"/12", 1986)
- Hoodoo Wanna Voodoo (7"/12", 1986)
- River Of Love (7"/12", 1987)
- Don't Say Go (7"/12", 1987)
- You're Gonna Get It (7"/12", 1988)
- Joy Toy (7"/12", 1988)
- Dancing In The Shadows (7"/12", 1988)
- Push (7"/12"/CD5, 1989)
- High Tide Of Love (7"/12"/CD3, 1989)
- Wildlife (7"/12"/CD3, 1990)
- Is It Love (7"/12"/CD5, 1990)
- Another Perfect Day (7"/12"/CD5, 1990)
- A Glass Of Champagne (7"/12"/CD5, 1990)
- Do You Close Your Eyes (7"/12"/CD5, 1990)
- Do The Trance (CD5)
- Do U Wanna (Digitalt, 2013)

### Album
- A Ho Ho (LP/CD, 1986)
- Dancing In The Shadows (LP/CD, 1988)
- Off The Record - The Remix Album (LP/CD, 1988)
- Greatest Hits Volume 1 (LP/CD, 1990)
- Twang (LP/CD, 1990)

## Trance Dance på Trackslistan
| Låt                    | Datum             | Högsta placering | Placeringar    |
| ---------------------- | ----------------- | ---------------- | -------------- |
| Hoodoo Wanna Voodoo    | 22 november 1986  | 15               | 19-15-15       |
| River of Love          | 21 mars 1987      | 2                | 18-3-2-2-6-10  |
| Don't Say Go           | 10 oktober 1987   | 1                | 7-2-1-1-2-5-15 |
| You're Gonna Get It    | 6 februari 1988   | 1                | 6-4-2-1-3-6-16 |
| Joy Toy                | 14 maj 1988       | 2                | 6-4-2-2-3      |
| Dancing in the Shadows | 1 oktober 1988    | 18               | 19-18          |
| Push                   | 29 april 1989     | 9                | 10-9-11        |
| High Tide of Love      | 16 september 1989 | 20               | 20             |
| Is It Love             | 21 april 1990     | 8                | 11-8-9-19      |